# اماراستی
اماراستی (به لاتین: Amărăști) یک منطقهٔ مسکونی در رومانی است که در شهرستان ولوچا واقع شده‌است.

## خصوصیات
اماراستی ۲٬۱۴۵ نفر جمعیت دارد.